# Lleonard de Porto Maurizio
Lleonard de Porto Maurizio (Porto Maurizio, Imperia, Ligúria, 1676 - Polònia, 26 de novembre de 1751) va ser un frare de l'Orde de Frares Menors Reformats que va formar part de la Riformella i que és considerat sant per l'Església catòlica.

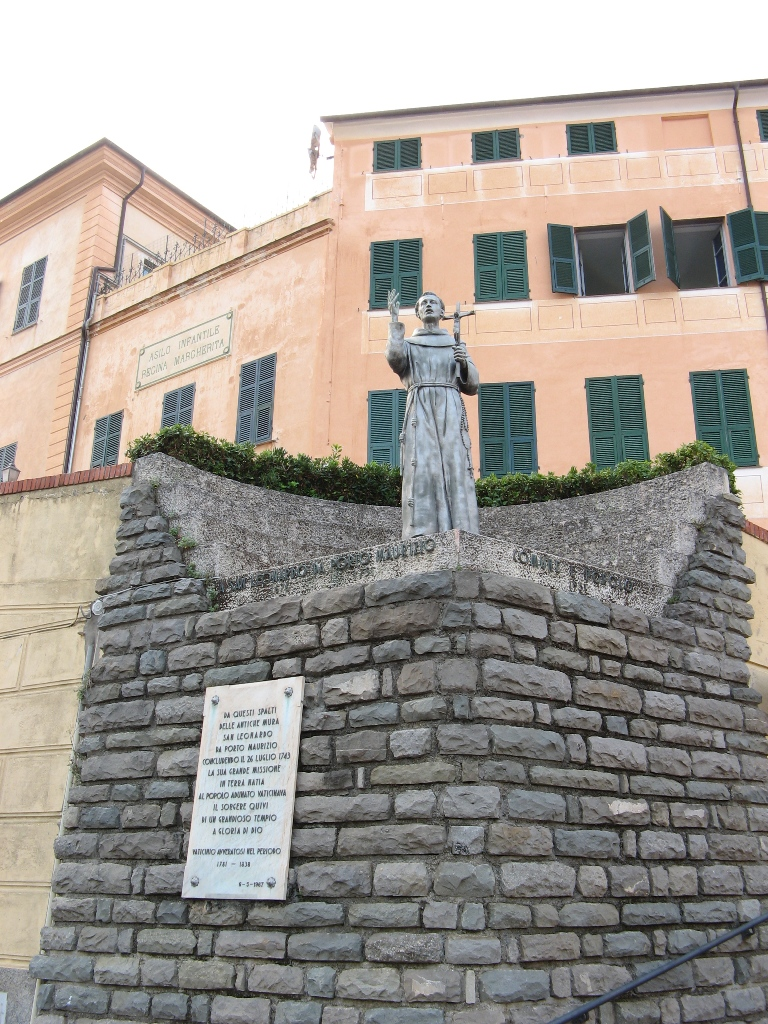
Estàtua a Porto Maurizio

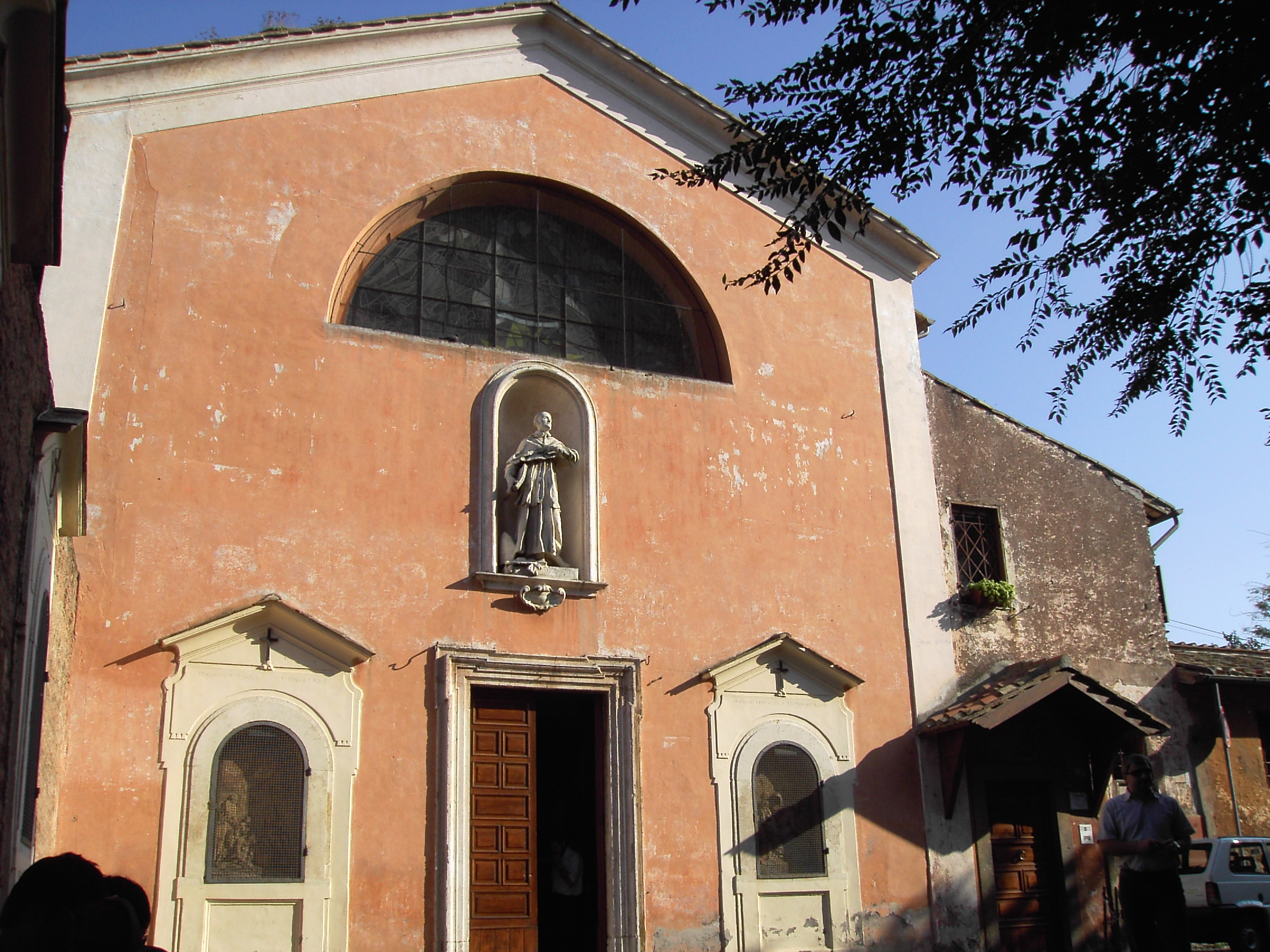
Sant Bonaventura al Palatí (Roma), convent on va viure i on és enterrat el sant.

Va ser educat a Roma al Col·legi Romà dels jesuïtes i va ser congregant de l'Oratori de Sant Felip Neri. El 1697 va entrar en l'orde franciscà i el 1702 va ser ordenat prevere. Va ser gran admirador i imitador de sant Pere d'Alcántara. Com a missioner va recórrer els camins d'Itàlia durant quaranta anys, predicant 339 missions, de les que destaquen les de Roma durant el jubileu de l'any 1740. També se li deu la preparació per a l'Any Sant de 1750, que va culminar amb la inauguració solemne de les estacions del viacrucis al Coliseu.
A la missió de Còrsega, Lleonard va expressar davant del públic: «Vull morir en missió, amb l'espasa a la mà contra l'infern.» Va morir durant la seva última missió a les muntanyes de Polònia el 26 de novembre de 1751.
Va ser canonitzat el 1867, i fou nomenat patró de les missions populars pel papa Pius XI el 1923.